# Kömertshof
Kömertshof ist ein Weiler des Marktes Bissingen im schwäbischen Landkreis Dillingen an der Donau. Er liegt ein Kilometer östlich von Warnhofen auf der rechten Seite des Peterbaches. 

## Geschichte
Der Kömertshof wird erstmals 1236 als „Kunebrehteshoven“ genannt. Ulrich von Hohenburg vermachte das Gut an seine Tochter, die sich Adelheid von Kömertshof nannte. Sie verkaufte ihren Besitz 1270 an das Kloster Zimmern, das im Rahmen der Reformation von den protestantischen Grafen von Oettingen-Oettingen 1557/58 säkularisiert wurde. Kömertshof wurde von den Grundherren in die Herrschaft Hochhaus eingegliedert. 1700 kam der Hof an die Grafen von Oettingen-Wallerstein, die bereits 1704 ihren Besitz an einen Augsburger Patrizier verkauften. 1787 erwarben die Fürsten von Oettingen-Wallerstein wieder das Gut mit 300 Morgen Land, einer Mühle, einer  Schmiede und einer Brauerei und führten es durch ihre Domänenverwaltung. 
Nach dem Zweiten Weltkrieg wurden für Heimatvertriebene sechs Höfe geschaffen, deren Gebäude typengleich von der Bayerischen Landessiedlungsgesellschaft errichtet wurden.

## Religionen
Von 1309 bis 1685 besaß das Domkapitel Augsburg die Einkünfte aus der Pfarrei in Kömertshof. Die kleine Kirche, dem hl. Georg geweiht, wurde Anfang des 19. Jahrhunderts abgebrochen.

## Baudenkmäler
Siehe: Liste der Baudenkmäler in Kömertshof